# Edna O'Brien
Dame Josephine Edna O'Brien (Tuamgraney, 15 dicembre 1930 – Londra, 27 luglio 2024) è stata una scrittrice irlandese.

## Biografia
Edna O'Brien nacque il 15 dicembre 1930 a Tuamgraney, un villaggio nella contea di Clare, da lei descritto negli anni successivi come "intenso" e "chiuso", ultimogenita di Michael O'Brien, contadino, e di Lena Cleary, anch'essa contadina, una donna dal carattere forte che in precedenza lavorò come cameriera a Brooklyn prima di tornare in Irlanda e metter su famiglia con forti radici cattoliche. Fu educata dalle suore fino ai 16 anni. 
Nel 1950 prese la licenza di farmacista e nel 1954 si sposò, nonostante il parere contrario dei suoi, con Ernest Gébler (1914-1998), scrittore e allora membro dell'Aosdána, ente governativo irlandese composto da scrittori e artisti, dal quale divorziò poi nel 1964 dopo essersi trasferita a Londra e aver avuto due figli, Carlo e Sasha.
Se in Irlanda si formò leggendo autori come Tolstoj, Thackeray e Francis Scott Fitzgerald, a Londra, dove visse nella periferia sud-ovest, scoprì James Joyce attraverso un libro di T. S. Eliot, e leggendo A Portrait of the Artist as a Young Man capì di poter diventare una scrittrice, di matrice autobiografica, ma con esplorazioni dell'universo interiore femminile proiettate oltre la singola persona.
All'inizio lavorò come lettrice per Hutchinson, poi le venne chiesto di scrivere. Il suo primo libro, The Country Girls (1960), scritto in tre mesi, divenuto in seguito parte di una trilogia riprendendone il nome e includendovi The Lonely Girl (1962) e Girls in Their Married Bliss (1964), fu subito proibito in Irlanda per la franchezza descrittiva del ritratto della vita sessuale dei suoi personaggi. Anche per questo, si sottopose negli anni 1960 alla cura del celebre psicologo e psichiatra Ronald David Laing, che invece di aiutarla a tornare sui binari della brava donna di casa la aiutò ad aprire altre porte della propria ricerca, spingendola a continuare a scrivere e a farsi portavoce dei problemi delle donne.
Nel successivo romanzo, A Pagan Place (1970), l'autrice parlò di come si viva l'infanzia in una città repressiva dell'infanzia stessa, suscitando ulteriori disapprovazioni da parte dei suoi parenti, in particolare la madre, la cui reazione alla carriera letteraria della figlia le procurò diversi dubbi e problemi, ma anche nuove sfide e approfondimenti di ricerca.
Nel 1981 scrisse per il teatro Virginia (su Virginia Woolf), opera andata in scena in Canada e poi all'Haymarket Theatre di Londra, con un'interpretazione eccellente di Maggie Smith. Andò poi in scena al "The Public Theater" di New York nella primavera del 1985. Tra gli altri lavori biografici della O'Brien vi furono una biografia di Joyce (1999) e Byron in Love (2009, su Lord Byron).
Con House of Splendid Isolation (1994), romanzo sull'Irish National Liberation Army, l'autrice in qualche modo si allontanò da temi femministi, tornandovi però con Down by the River (1996), storia di una ragazzina violentata e costretta ad abortire, per poi scrivere In the Forest (2002) basato sul caso vero di uno schizofrenico che uccise una donna, il suo bambino di tre anni e un prete.
Ricevette molti premi per la sua opera. Morì a Londra il 27 luglio 2024, dopo una lunga malattia, all'età di 93 anni.

## Opere

### Romanzi
- 1987 -  Ragazze di campagna. La trilogia (The Country Girls Trilogy, con un nuovo epilogo), traduzione di Giovanna Granato, Collana Stile Libero, Torino, Einaudi, 2022, ISBN 978-88-062-5323-3.

1. 1960 - Ragazze di campagna (The Country Girls), trad. di Vincenzo Mantovani, Milano, Feltrinelli, 1961; nuova ed., 1989, ISBN 88-07-013-80-0, ISBN 88-07-812-77-0.
2. 1962 - La ragazza sola (The Lonely Girl, poi Girl with Green Eyes, 1962)[4], trad. di Amalia D'Agostino Schanzer, Milano, Rizzoli, 1963; La ragazza dagli occhi verdi, trad. di Franca Cavagnoli, Roma, e/o, 1989, ISBN 88-76-410-81-3, ISBN 88-76-411-71-2, ISBN 978-88-764-1840-2.
3. 1964 - Ragazze nella felicità coniugale (Girls in Their Married Bliss), trad. di Silvia Nono, Roma, e/o 1990, ISBN 88-76-410-99-6, ISBN 88-76-412-50-6.

- 1965 - August Is a Wicked Month
- 1966 - Casualties of Peace
- 1970 - A Pagan Place
- 1972 - Night
- 1977 - Johnny I Hardly Knew You
- 1988 - The High Road
- 1992 - Le stanze dei figli (Time and Tide), trad. di Silvia Nono, Roma, e/o 1993, ISBN 88-7641-164-X, ISBN 88-76-412-26-3.
- 1994 - Uno splendido isolamento (House of Splendid Isolation), trad. di Anna Bassan Levi, Milano, Feltrinelli, 1997, ISBN 88-07-015-24-2, ISBN 88-07-815-52-4.
- 1996 - Down by the River, trad. Cosetta Cavallante, Lungo il fiume, Roma, Elliot 2014, ISBN 978-88-619-2567-0.
- 1999 - Un feroce dicembre (Wild Decembers), trad. Giovanna Granato, Torino, Einaudi, 2018, ISBN 978-88-062-3744-8.
- 2002 - In the Forest
- 2006 - La luce della sera (The Light of Evening), trad. Cosetta Cavallante, Roma, Elliot, 2015, ISBN 978-88-6192-868-8.
- 2015 - Tante piccole sedie rosse (The Little Red Chairs), trad. Giovanna Granato, Torino, Einaudi, 2017, ISBN 978-88-06-23318-1.
- 2019 - Ragazza (Girl), trad. Giovanna Granato, Torino, Einaudi, 2020, ISBN 978-88-062-4245-9.

### Raccolte di racconti
- 1968 - The Love Object and Other Stories.
- 1974 - A Scandalous Woman and Other Stories.
- 1978 - Mrs Reinhardt and Other Stories.
- 1982 - Returning: A Collection of Tales.
- 1984 - Un cuore fanatico (A Fanatic Heart: Selected Stories), trad. di Franca Castellenghi Piazza, Milano, Feltrinelli, 1992, ISBN 88-07-014-38-6, ISBN 88-07-813-25-4.
- 1990 - Lanterna magica (Lantern Slides), trad. di Leonardo Gandi, Roma, e/o, 1994, ISBN 88-7641-225-5, ISBN 88-76-412-95-6.
- 2011 - Saints and Sinners.
- 2013 - Oggetto d'amore (The Love Object: Selected Stories, a fifty-year retrospective), trad. di Giovanna Granato, Torino, Einaudi, 2016, ISBN 978-88-062-3382-2.

### Saggi
- 1976 - Mother Ireland, con fotografie di Fergus Bourke.
- 1977 - Arabian Days
- 1981 - James & Nora ISBN 978-1-4746-1682-9
- 1986 - Vanishing Ireland, con fotografie di Richard Fitzgerald.
- 1999 - James Joyce. Una vita, trad. di Enrico Terrinoni e Fabio Pedone, Collana Saggi, Torino, Einaudi, 2025, ISBN 978-88-062-4835-2. [biografia]
- 2009 - Byron in Love: A Short Daring Life [biografia]
- 2012 - Country Girl (Country Girl: a memoir) memorie, trad. di Cosetta Cavallante, Roma, Elliot, 2013. [memorie]

### Libri per ragazzi
- 1981 - The Dazzle
- 1982 - A Christmas Treat
- 1983 - The Rescue
- 1986 - Elfi e draghi (Tales for the Telling), curatela, antologia di racconti del folclore irlandese; trad. di Paola Mazzarelli[5], Trieste, EL, 2003, ISBN 88-79-264-53-2.

### Teatro
- 1973 - A Pagan Place
- 1975 - Zee and Co
- 1980 - Virginia
- 1989 - Far From the Land
- 2005 - Family Butchers
- 2005 - Triptych and Iphigenia: Two Plays
- 2009 - Haunted
- 2011 - The Country Girls
- 2014 - Joyce's Women

### Sceneggiature
- 1971 - Zee & Co.[6]

### Poesie
- 1989 - On the Bone

### Altro
- 1978 - The Collected Edna O'Brien, antologia
- 1979 - Some Irish Loving, curatela, antologia d'altri con anche qualche sua traduzione.
- 1998 - Irish Dreams: Photographs, introduzione a un libro di fotografie